# Nguyễn Hoài Anh (chính khách)
Nguyễn Hoài Anh (sinh ngày 2 tháng 5 năm 1977) là chính trị gia người Việt Nam. Ông hiện là Ủy viên dự khuyết Ban Chấp hành Trung ương Đảng Cộng sản Việt Nam khóa XIII, Bí thư Tỉnh ủy Bình Thuận kiêm Trưởng Ban Chỉ đạo Phòng chống tham nhũng, tiêu cực tỉnh ủy Bình Thuận, Chủ tịch Hội đồng nhân dân tỉnh Bình Thuận. Ông từng là Phó Bí thư thường trực Tỉnh ủy Bình Thuận; Phó Chủ tịch thường trực Hội đồng nhân dân tỉnh Bình Thuận; Trưởng ban Dân vận Tỉnh ủy Bình Thuận; Tỉnh ủy viên, Bí thư Huyện ủy huyện Tuy Phong, tỉnh Bình Thuận; Ủy viên Ban Thường vụ Trung ương Đoàn Thanh niên Cộng sản Hồ Chí Minh, Bí thư Tỉnh đoàn Bình Thuận.
Nguyễn Hoài Anh là Đảng viên Đảng Cộng sản Việt Nam, học vị Cử nhân Anh văn, Kiến trúc sư, Thạc sĩ Quản lý hành chính công, Cao cấp lý luận chính trị. Ông là chính trị gia trẻ tuổi xuất phát điểm từng các cơ quan và hoạt động thanh niên tỉnh Bình Thuận.

## Xuất thân và giáo dục
Nguyễn Hoài Anh sinh ngày 2 tháng 5 năm 1977 tại phường Đô Vinh, thị xã Phan Rang – Tháp Chàm, tỉnh Thuận Hải, nay là thành phố Phan Rang – Tháp Chàm, tỉnh Ninh Thuận. Ông có quê quán tại xã Điện Hòa, thị xã Điện Bàn, tỉnh Quảng Nam. Ông lớn lên và tốt nghiệp phổ thông ở Thuận Hải, sau đó sinh sống ở Bình Thuận được phân tách từ Thuận Hải. Ông theo học đại học chuyên ngành ngoại ngữ, nhận bằng Cử nhân Anh văn, sau đó tiếp tục học chuyên ngành kiến trúc và nhận bằng Kiến trúc sư. Ông học cao học và là Thạc sĩ chuyên ngành Quản lý hành chính công.
Ngày 17 tháng 3 năm 2003, ông được kết nạp Đảng Cộng sản Việt Nam, trở thành đảng viên chính thức vào ngày 17 tháng 3 năm 2004. Trong quá trình hoạt động Đảng và Nhà nước, ông theo học các khóa tại Học viện Chính trị Quốc gia Hồ Chí Minh, nhận bằng Cao cấp lý luận chính trị. Nay, ông thường trú tại thành phố Phan Thiết, tỉnh Bình Thuận.

## Sự nghiệp

### Giai đoạn đầu
Tháng 11 năm 2000, Nguyễn Hoài Anh trở về Bình Thuận, được tuyển dụng vào vị trí Chuyên viên Sở Xây dựng tỉnh Bình Thuận. Tháng 2 năm 2003, Sở Xây dựng tỉnh Bình Thuận bàn giao công chức cho Đoàn Thanh niên Cộng sản Hồ Chí Minh tỉnh Bình Thuận, Nguyễn Hoài Anh được bổ nhiệm làm Phó Trưởng ban Tư tưởng văn hóa, Tỉnh đoàn Bình Thuận. Đầu năm 2004, ông được thăng chức là Trưởng ban Tư tưởng văn hóa Tỉnh đoàn. Tháng 1 năm 2005, ông nhậm chức Phó Bí thư Tỉnh đoàn Bình Thuận. Đến tháng 9 năm 2007, ông được bầu làm Bí thư Tỉnh đoàn Bình Thuận khi 30 tuổi, và sau đó, tháng 12 cùng năm, tại Đại hội đại biểu toàn quốc Đoàn Thanh niên Cộng sản Hồ Chí Minh lần thứ 9, ông được bầu làm Ủy viên Ban Thường vụ Trung ương Đoàn. Tháng 10 năm 2010, tại Đại hội Đảng bộ tỉnh Bình Thuận, ông được bầu vào Ban Chấp hành Đảng bộ tỉnh. Tính đến năm 2014, ông có hơn 6 năm là Bí thư Tỉnh đoàn, hơn 10 năm công tác ở Tỉnh đoàn Bình Thuận. Tháng 3 năm 2014, Tỉnh ủy Bình Thuận điều chuyển Nguyễn Hoài Anh tới huyện Tuy Phong, vào Ban Thường vụ Huyện ủy, nhậm chức Bí thư Huyện ủy Tuy Phong. Sau đó, tháng 9 năm 2015, ông được điều trở lại Tỉnh ủy, nhậm chức Phó Trưởng ban Nội chính Tỉnh ủy Bình Thuận. Ông cũng là Đại biểu Hội đồng Nhân dân tỉnh Bình Thuận từ năm 2004 cho đến nay.

### Bình Thuận
Tháng 10 năm 2015, tại Đại hội Đảng bộ tỉnh Bình Thuận lần thứ XIII, Nguyễn Hoài Anh được bầu vào Ban Thường vụ Tỉnh ủy, và phân công làm Trưởng ban Dân vận Tỉnh ủy Bình Thuận từ tháng 12 năm 2015. Tháng 7 năm 2019, ông được miễn nhiệm chức vụ Trưởng ban Dân vận, được bầu làm Phó Chủ tịch thường trực Hội đồng nhân dân tỉnh Bình Thuận vào ngày 25 tháng 7. Ngày 16 tháng 10 năm 2020, trong kỳ Đại hội Đảng bộ tỉnh Bình Thuận khóa XIV, ông tiếp tục được bầu vào Ban Thường vụ Tỉnh ủy Bình Thuận khóa 2020 – 2025, nhậm chức Phó Bí thư thường trực Tỉnh ủy. Ngày 3 tháng 12 năm 2020, tại kỳ họp Hội đồng nhân dân tỉnh, ông được bầu làm Chủ tịch Hội đồng nhân dân tỉnh Bình Thuận. Tháng 1 năm 2021, ông tham gia Đại hội Đại biểu toàn quốc Đảng Cộng sản Việt Nam lần thứ 13 và được bầu làm Ủy viên dự khuyết Ban Chấp hành Trung ương Đảng Cộng sản Việt Nam khóa XIII, nhiệm kỳ 2021 – 2026 vào ngày 30 tháng 1, sau đó tái đắc cử Chủ tịch Hội đồng nhân dân tỉnh Bình Thuận khóa XI, nhiệm kỳ 2021 – 2026 vào ngày 16 tháng 7. Ngày 27 tháng 3 năm 2024, Nguyễn Hoài Anh được Bộ Chính trị chuẩn y giữ chức Bí thư Tỉnh ủy Bình Thuận, kế nhiệm Dương Văn An.

## Khen thưởng
Trong sự nghiệp của mình, Nguyễn Hoài Anh nhận được những giải thưởng như:
- Bằng khen của Bộ Chỉ huy Quân sự tỉnh Bình Thuận: 2001;
- Hai (2) bằng khen của Tỉnh đoàn Bình Thuận: 2001, 2002;
- Sáu (6) bằng khen của Ban Chấp hành Trung ương Đoàn Thanh niên Cộng sản Hồ Chí Minh: 2003, 2005 (2), 2007, 2011, 2013;
- Bằng khen của Học viện Chính trị Quốc gia Hồ Chí Minh: 2020;
- Bốn (4) bằng khen của Chủ tịch Ủy ban nhân dân tỉnh Bình Thuận: 2005, 2006, 2014, 2018;